# Michel Rocard (navire)
Le Michel Rocard est un futur navire français dit « à capacité glace », capable de naviguer dans les glaces qui encombrent les mers polaires et qui peuvent atteindre plusieurs mètres d'épaisseur. Ce genre de bateau est plus économique qu'un brise-glace. Il vise à offrir aux chercheurs français la possibilité de conduire leurs études sans être soumis à des accords de partenariat. Le navire Michel Rocard partagera son temps entre le Pacifique Ouest et l'Antarctique, avec des bases situées entre Nouméa, en Nouvelle-Calédonie, et Hobart, en Australie. Il portera le nom du premier Ambassadeur chargé de la négociation internationale pour les pôles arctique et antarctique, Michel Rocard.
Sa construction a été annoncée en novembre 2023 par Emmanuel Macron. Sa construction s'inscrira dans le cadre d'un effort polaire où la France dépensera un milliard d'euros,.